# Gryllopsis
Gryllopsis is een geslacht van rechtvleugeligen uit de familie krekels (Gryllidae). De wetenschappelijke naam van dit geslacht is voor het eerst geldig gepubliceerd in 1928 door Lucien Chopard.

## Soorten
Het geslacht Gryllopsis omvat de volgende soorten:
- Gryllopsis aptera Chopard, 1962
- Gryllopsis arenicola Annandale, 1906
- Gryllopsis brevicaudatus Gorochov, 1986
- Gryllopsis cantans Saussure, 1877
- Gryllopsis capitata Chopard, 1951
- Gryllopsis caspicus Gorochov, 1986
- Gryllopsis cingulata Chopard, 1960
- Gryllopsis crassipes Chopard, 1938
- Gryllopsis deminutus Chopard, 1963
- Gryllopsis falconneti Saussure, 1877
- Gryllopsis femorata Chopard, 1935
- Gryllopsis flavifrons Chopard, 1967
- Gryllopsis furcata Saussure, 1877
- Gryllopsis fuscicornis Bey-Bienko, 1954
- Gryllopsis hebraeus Saussure, 1877
- Gryllopsis hofmanni Saussure, 1877
- Gryllopsis insularis Holdhaus, 1909
- Gryllopsis lamottei Chopard, 1954
- Gryllopsis longicauda Chopard, 1948
- Gryllopsis maoria Saussure, 1877
- Gryllopsis mareotica Werner, 1905
- Gryllopsis marmorata Chopard, 1962
- Gryllopsis nepalicus Ingrisch, 1987
- Gryllopsis nigrifrons Chopard, 1951
- Gryllopsis ornaticeps Chopard, 1925
- Gryllopsis ovtshinnikovi Gorochov & Mishchenko, 1991
- Gryllopsis pallida Chopard, 1969
- Gryllopsis pretzmanni Kaltenbach, 1980
- Gryllopsis pubescens Chopard, 1928
- Gryllopsis rajasthanensis Bhowmik, 1967
- Gryllopsis robusta Chopard, 1933
- Gryllopsis saltator Saussure, 1877
- Gryllopsis tenuitarsus Bey-Bienko, 1954
- Gryllopsis tripartita Chopard, 1954